# Pedro Miguel Silva Rocha
Pedro Miguel Silva Rocha (Póvoa de Varzim, 6 de março de 1985) é um futebolista de Portugal.

## Carreira
Pedrinho é um jovem jogador que iniciou o futebol no clube da sua cidade natal, o Varzim Sport Club. Depois que jogou nas équipas de jovéns do Varzim é em 2003, que ele encontrou seu lugar, e foi promovido à equipe profissional. 2 jogos e 1 golo, na poste de defesa, Pedrinho já mostrou seu talento jovem e na equipa primeira.
Gradualmente, os anos seguiram e é colocada na linha da équipa. 17 jogos para a temporada 2004/2005, mas foi durante a temporada 2005/2006 que ele fará uma grande temporada com o Varzim na segunda divisão nesta temporada, onde marcou 7 golos em 24 jogos.
Posteriormente, durante a janela de transferências de Inverno durante a época de 2007/2008, ele entrou para a elite do futebol português, assinando com a equipa da Académica. Jogador que tenha o seu lugar, ele continua a jogar no mesmo clube em Coimbra. Ele é atualmente com 64 jogos por 1 golo com o clube de Coimbra.
Joga no Lorient.

## Estatísticas
| Temporada | Clube             | País     | Divisão | Temporada em clube | Seleção de Portugal |
| --------- | ----------------- | -------- | ------- | ------------------ | ------------------- |
| 2003/2004 | Varzim            | Portugal | 2       | 2 jogos / 1 golo   | -                   |
| 2004/2005 | Varzim            | Portugal | 2       | 17 jogos           | -                   |
| 2005/2006 | Varzim            | Portugal | 2       | 24 jogos / 7 golos | -                   |
| 2006/2007 | Varzim            | Portugal | 2       | 29 jogos / 1 golo  | -                   |
| 2007/2008 | Varzim            | Portugal | 2       | 14 jogos           | -                   |
| 2007/2008 | Académica Coimbra | Portugal | 2       | 10 jogos           | -                   |
| 2008/2009 | Académica Coimbra | Portugal | 1       | 27 jogos / 1 golo  | -                   |
| 2009/2010 | Académica Coimbra | Portugal | 1       | 27 jogos           | -                   |

## Títulos
CD Aves
- Taça de Portugal: 2017–18